# Völkerstrafgesetzbuch
Das Völkerstrafgesetzbuch (VStGB) hat das nationale deutsche Strafrecht an die Regelungen des Völkerstrafrechts, insbesondere an das Römische Statut des Internationalen Strafgerichtshofs, angepasst. Es regelt in Deutschland die Folgen von Straftaten gegen das Völkerrecht. Das Gesetz ist am 26. Juni 2002 verkündet worden und trat zum 30. Juni 2002 in Kraft.

## Geschichte

### Entstehung und Inkrafttreten
Die Bundesrepublik Deutschland trat 1954 der Konvention über die Verhütung und Bestrafung des Völkermordes bei. Gleichzeitig wurde ein Gesetz beschlossen, welches den § 220a a. F. ins StGB einfügte. Diese Vorschrift regelte jedoch nur den Völkermord, für den in der damaligen Gesetzesfassung eine lebenslange Zuchthausstrafe angedroht wurde. In den folgenden Jahrzehnten blieb dieser Paragraph der Rechtstheorie vorbehalten. Eine Anwendung auf die Taten aus der Zeit des Nationalsozialismus war wegen des Rückwirkungsverbots nicht möglich.
Andere Taten, die gegen das Völkerrecht verstießen, konnten jedoch nur über die allgemeinen Vorschriften betreffend Körperverletzung, Freiheitsberaubung, Nötigung usw. bestraft werden. Dabei ergab sich das Problem, ob deutsches Recht überhaupt auf solche Auslandstaten anwendbar war (siehe Strafanwendungsrecht; nur für den Völkermord galt seit 1975 generell die Anwendbarkeit des deutschen Strafrechts gemäß § 6 Nr. 1 StGB a. F.) .
Außerdem war es nötig, deutsches Recht besser an das Römische Statut des Internationalen Strafgerichtshofs anzupassen, um in Deutschland gefasste Täter auf Verlangen an den Internationalen Strafgerichtshof ausliefern zu können. Aus diesen Gründen wurde im Jahr 2002 das Völkerstrafgesetzbuch erarbeitet und gleichzeitig mit seinem Inkrafttreten der § 220a StGB a. F. aufgehoben. Das Völkerstrafgesetzbuch soll das spezifische Unrecht der Verbrechen gegen das Völkerrecht erfassen und Deckungslücken zwischen deutschem Strafrecht und Völkerstrafrecht schließen.

### Reformen
Auf der ersten Überprüfungskonferenz zum Römischen Statut des Internationalen Strafgerichtshof in Kampala (Uganda) haben sich die Vertragsstaaten im Jahr 2010 auf eine Definition des Verbrechen der Aggression geeinigt. Eine Umsetzung in das deutsche Strafrecht ist durch Einführung des neuen § 13 zum 1. Januar 2017 erfolgt. Im vorher geltenden deutschen Strafrecht war dem Verfassungsauftrag des Art. 26 Abs. 1 GG nachkommend die Vorbereitung eines Angriffskrieges nach § 80 StGB strafbar.
Gegenstand aktueller rechtspolitischer Debatten ist, wie dem vielfach bemängelten Anwendungsdefizit des Völkerstrafgesetzbuches entgegengewirkt werden kann, etwa durch den Abbau verfahrensrechtlicher Hemmnisse.
Ein Referentenentwurf des Bundesministeriums der Justiz aus dem Juli 2023 sieht vor, Strafbarkeitslücken zu schließen und Opferrechte zu stärken. Eine Nebenklage soll bezüglich mehrerer Straftatbestände aus dem VStGB darunter Völkermord möglich werden. Außerdem sollen bei Prozessen von herausragender Bedeutung Videoaufzeichnungen zu historischen und wissenschaftlichen Zwecken erlaubt werden.
Am 6. Juni 2024 wurde ein Gesetzentwurf der Bundesregierung zur Fortentwicklung des Völkerstrafrechts im Bundestag verabschiedet. Dieser sieht unter anderem vor, dass weitere Tatbestände der sexualisierten Gewalt aufgenommen werden. Dazu gehören unter anderem die Tatbestandsalternativen des „sexuellen Übergriffs“, der „sexuellen Sklaverei“, des „Gefangenhaltens eines unter Zwang geschwängerten Menschen“ sowie des „erzwungenen Schwangerschaftsabbruchs“. Zudem soll „die sexuelle Orientierung als unzulässiger Grund für die Verfolgung einer identifizierbaren Gruppe oder Gemeinschaft durch Entziehung oder wesentliche Einschränkung grundlegender Menschenrechte“ aufgenommen werden. Die Änderungen traten am 3. August 2024 in Kraft.

## Inhalt
Das Völkerstrafgesetzbuch enthält folgende Straftatbestände:
- Völkermord, § 6 VStGB
- Verbrechen gegen die Menschlichkeit, § 7 VStGB
- Kriegsverbrechen, § 8 bis § 12 VStGB
- Verbrechen der Aggression, § 13 VStGB

In Zusammenhang mit diesen Straftaten werden außerdem Verletzung der Aufsichtspflicht (§ 14 VStGB) sowie Unterlassen der Meldung einer Straftat (§ 15 VStGB) durch einen militärischen oder zivilen Vorgesetzten bestraft (Vorgesetztenverantwortlichkeit).
Das Gesetz passt das deutsche materielle Strafrecht an die Regelungen des Rom-Statuts an und schafft damit die Voraussetzungen ihrer Verfolgung durch die deutsche Strafjustiz. Es erfolgte die Schaffung neuer Strafbestimmungen für Verbrechen gegen die Menschlichkeit, Kriegs- und Bürgerkriegsverbrechen, sowie die Überführung des Völkermordtatbestands aus dem deutschen Strafgesetzbuch (StGB).
Nach § 1 VStGB unterliegen Völkermord, Verbrechen gegen die Menschlichkeit und Kriegsverbrechen dem Weltrechtsprinzip, d. h. die Strafbarkeit nach deutschem Recht besteht unabhängig davon, wo, von wem und gegen wen sie begangen werden. Erfasst sind also auch Auslandstaten zwischen ausländischen Staatsangehörigen.
Nach § 5 VStGB unterliegen die im VStGB enthaltenen Verbrechen nicht der Verfolgungsverjährung.

## Strafprozessuale Begleitregelungen
Zuständige Strafverfolgungsbehörde für Taten nach dem Völkerstrafgesetzbuch ist der Generalbundesanwalt beim Bundesgerichtshof. In erster Instanz sachlich zuständige Gerichte sind die Oberlandesgerichte (§ 120 GVG).
Bei Auslandstaten findet gemäß § 153c Abs. 1 Satz 2 StPO das Opportunitätsprinzip keine Anwendung; Verfolgungs-, Anklage- und Bestrafungspflichten der deutschen Polizei- und Justizbehörden bestehen grundsätzlich auch dann, wenn ein Völkerrechtsverbrechen im Ausland begangen worden ist (Legalitätsprinzip), aber es gilt der Grundsatz der Subsidiarität: Erst wenn die Strafverfolgung durch vorrangig zuständige Staaten oder einen internationalen Gerichtshof nicht gewährleistet wird oder nicht gewährleistet werden kann, greift die Auffangzuständigkeit deutscher Strafverfolgungsbehörden. Diese Abstufung rechtfertigt sich aus dem besonderen Interesse des Heimatstaates von Täter und Opfer an der Strafverfolgung sowie aus der regelmäßig größeren Nähe der vorrangig berufenen Gerichtsbarkeiten zu den Beweismitteln.
Nach § 153f StPO kann unter folgenden Voraussetzungen von einer Verfolgung abgesehen werden:
- Absatz 1:
  - Tat, die nach §§ 6 bis 12, 14 und 15 VStGB strafbar ist, und
  - Beschuldigter hält sich nicht im Inland auf und ein solcher Aufenthalt ist auch nicht zu erwarten;
- Absatz 2:
  - Tat weist keinen Bezug zum Inland auf (Nr. 1 und 2),
  - Tatverdächtiger hält sich nicht im Inland auf ein solcher Aufenthalt ist auch nicht zu erwarten (Nr. 3) und
  - Tat wird vor einem internationalen Gerichtshof oder durch den unmittelbar betroffenen Staat verfolgt (Nr. 4).

Der Begriff der Verfolgung der Tat ist auf den Gesamtkomplex und nicht auf einen einzelnen Tatverdächtigen und seinen speziellen Tatbeitrag bezogen auszulegen. Nach abweichender Auffassung ist ausschließlich rechtlich entscheidend, dass gegen den Beschuldigten kein Gerichtsverfahren eröffnet worden ist.
Bei Ausländern wird das Absehen von der Verfolgung unter den Voraussetzungen des § 153f Abs. 2 Nr. 2 und 4 StPO aber auch zugelassen, wenn er sich zwar im Inland aufhält, jedoch seine Überstellung an einen internationalen Gerichtshof oder die Auslieferung an den verfolgenden Staat zulässig und tatsächlich beabsichtigt ist (§ 153f Abs. 2 Satz 2 StPO).
Dies muss erst recht gelten, wenn der verfolgende Staat uneingeschränkten Zugriff auf einen Tatverdächtigen hat, es mithin einer Auslieferung nicht bedarf.
Entsprechendes gilt bei einem zu erwartenden zeitlich begrenzten Aufenthalt im Geltungsbereich des Völkerstrafgesetzbuches, wenn im bevorrechtigten Staat zu dem Gesamtkomplex Ermittlungen geführt werden. Auch in diesem Fall wären die Angezeigten nicht einer Strafverfolgung entzogen.

## Verfahren

### Ermittlungsverfahren
Bis 2016 waren auf Grundlage des Völkerstrafgesetzbuchs 49 Ermittlungsverfahren eröffnet worden. Auf Strafanzeigen der Opfer und des Center for Constitutional Rights (CCR) in den Jahren 2004 und 2006 gegen u. a. den früheren US-Verteidigungsminister Donald Rumsfeld u. a. wegen Foltervorwürfen in Abu Ghuraib und Guantanamo Bay, denen sich im Verlauf weitere Menschenrechtsorganisationen wie das European Center for Constitutional and Human Rights (ECCHR) anschlossen, hat die Bundesanwaltschaft keine Ermittlungsverfahren eröffnet. Ein Verfahren gegen den früheren Oberst der Bundeswehr Georg Klein und den damaligen Flugleitoffizier Wilhelm wegen des Verdachts auf Kriegsverbrechen im Zusammenhang mit dem Luftangriff bei Kundus wurde 2010 nach § 170 Abs. 2 StPO eingestellt.

#### Angriffskrieg Russlands gegen die Ukraine 2022
Gerhart Baum und Sabine Leutheusser-Schnarrenberger stellten Strafanzeige gegen Wladimir Putin, die Mitglieder des russischen Sicherheitsrates  und handelnde Kommandeure und Soldaten. Nach Einschätzung von Stefanie Bock ist eine Parallelverfolgung durch den Internationalen Strafgerichtshof und die deutsche Justiz durchaus sinnvoll. Solange Wladimir Putin russisches Staatsoberhaupt ist, genießt er nach deutschem Recht Immunität, nicht aber nach IStGH-Recht. Vor dem IStGH in Den Haag könnte gegen ihn Anklage erhoben und eine Strafverfolgung eingeleitet werden. Eine Anklage nach dem Verlust der Immunität ist möglich, wenn sich Putin in Deutschland aufhält.
Die Bundesanwaltschaft leitete ein Strukturermittlungsverfahren ein.

### Urteile

#### Ruandische Befreiungsbewegung im Kongo (FDLR)
Mit der Eröffnung des Hauptverfahrens gegen den ruandischen Rebellenführer Ignace Murwanashyaka und dessen Stellvertreter Straton Musoni wegen Verbrechen gegen die Menschlichkeit und Kriegsverbrechen sowie wegen Mitgliedschaft in der terroristischen Vereinigung Forces Démocratiques de Libération du Rwanda (FDLR) vor dem Oberlandesgericht Stuttgart am 1. März 2011 ist es erstmals zu einem Strafverfahren auf der Grundlage des Völkerstrafgesetzbuches gekommen. Der für die Verfolgung von Straftaten nach dem Völkerstrafgesetzbuch zuständige Generalbundesanwalt legt den beiden Angeklagten zur Last, im Jahr 2009 während des Dritten Kongokriegs in den Kivu-Provinzen der Demokratischen Republik Kongo begangene völkerrechtliche Verbrechen der FDLR entgegen einer ihnen als Vorgesetzte obliegenden Pflicht nicht verhindert zu haben (Vorgesetztenverantwortlichkeit nach § 4 VStGB). Bis August 2015 fanden 317 Hauptverhandlungstage statt. Am 28. September 2015 verurteilte das Gericht Murwanashyaka zu 13 Jahren Haft, Musoni zu acht Jahren. Die beiden Angeklagten befanden sich seit November 2009 in Untersuchungshaft. Die Berliner Tageszeitung taz dokumentierte den Verlauf des Prozesses mit Berichten zu den einzelnen Sitzungstagen.
Mit Urteil vom 20. Dezember 2018 hat der Bundesgerichtshof das Urteil gegen Musoni bestätigt, das Urteil gegen Murwanashyaka jedoch aufgehoben. Vor einer erneuten Entscheidung des OLG Stuttgart ist Murwanashyaka im April 2019 in Untersuchungshaft gestorben.
Ein weiterer Prozess im Zusammenhang mit der im Osten der Demokratischen Republik Kongo agierenden FDLR begann im Herbst 2013 vor dem Oberlandesgericht Düsseldorf. Den dort angeklagten deutschen Staatsangehörigen wurde zur Last gelegt, Propagandamaterial, das zuvor vom Pressesprecher der „FDLR“ entworfen und von den Angeklagten inhaltlich und sprachlich korrigiert worden war, über das Internet verbreitet zu haben. Diese Anklage des Generalbundesanwalts stützte sich aber nicht auf das Völkerstrafgesetzbuch, sondern wirft den Angeklagten vor, sich wegen Mitgliedschaft in einer ausländischen terroristischen Vereinigung nach § 129a, § 129b StGB strafbar gemacht zu haben. Mit Urteil vom 5. Dezember 2014 hat das OLG Düsseldorf die geständigen Angeklagten zu Haftstrafen verurteilt.

#### Syrischer Bürgerkrieg

##### Folter
Am Oberlandesgericht Koblenz begann Anfang 2020 der Prozess gegen zwei ehemalige Mitarbeiter des syrischen Geheimdienstes. Der Hauptangeklagte Anwar R. soll im Rahmen des Bürgerkriegs in Syrien in den Jahren 2011 und 2012 in einem Gefängnis verantwortlich gewesen sein für 58-fachen Mord, Verbrechen gegen die Menschlichkeit und Folter in mindestens 4000 Fällen. Die Staatsanwaltschaft sprach in der Anklageschrift von Schlägen, Elektroschocks, Aufhängen mit den Handgelenken an der Decke und Schlafentzug. Am 13. Januar 2022 wurde er wegen Verbrechen gegen die Menschlichkeit zu lebenslanger Haft verurteilt. Die Verteidigung kündigte Revision beim BGH an.
Schon am 24. Februar 2021 wurde der zweite der beiden Angeklagten, Eyad A., zu viereinhalb Jahren Haft wegen Beihilfe zu einem Verbrechen gegen die Menschlichkeit verurteilt. Laut Gericht machte er sich der Folter und Freiheitsberaubung schuldig. Dabei wurde berücksichtigt, dass der Angeklagte nicht für die gesamten Gräueltaten des Regimes bestraft werden kann, sondern nur für seinen konkreten Beitrag. Außerdem kam ihm zugute, dass er im Vorfeld des Prozesses ausgesagt und sich dabei selbst belastet hatte und im Jahr 2012 desertiert ist, sich also vom Assad-Regime abgewandt hat. Wegen der Feststellung im Urteil, dass es staatliche Folter durch das syrische Regime gegeben hat, ist das Urteil als historisch in der deutschen Rechtsgeschichte zu bewerten. Die Revision des Angeklagten gegen das Urteil wurde im April 2022 vom BGH verworfen.

##### Versklavung von Jesidinnen
Am 16. Juni 2021 verurteilte das OLG Düsseldorf drei Angeklagte wegen der mitgliedschaftlichen Beteiligung bzw. Unterstützung einer terroristischen Vereinigung im Ausland (Islamischer Staat (IS) in Syrien) zu langjährigen Haftstrafen. Die jesidischen Nebenklägerinnen erreichten außerdem eine Verurteilung wegen Verbrechen gegen die Menschlichkeit mit Todesfolge durch Versklavung, Verbrechen gegen die Menschlichkeit durch Verfolgung, Beihilfe zu einem Verbrechen gegen die Menschlichkeit durch Vergewaltigung, Freiheitsberaubung von über einer Woche Dauer, Freiheitsberaubung mit Todesfolge und Körperverletzung. Die Revisionen gegen das Urteil wurden vom BGH verworfen.

##### Völkermord an Jesiden
Am 30. November 2021 wurde erstmals ein IS-Kämpfer wegen Völkermord an Jesiden vom OLG Frankfurt am Main zu lebenslanger Haft verurteilt. Er kaufte nach Überzeugung des Gerichts im Juni 2015 eine jesidische Frau und deren Tochter und hielt sie als Sklavinnen. Um die fünfjährige Tochter zu bestrafen, fesselte er sie bei glühender Hitze an ein Fenstergitter, wo das Kind an einem Hitzschlag starb. Die Verurteilung wegen Völkermord wurde damit begründet, dass der Angeklagte den Willen gehabt habe, die Jesiden zu vernichten. Dieser Wille habe sich als "motivational prägend" dargestellt. Die Verurteilung wegen Völkermord wurde vom BGH bestätigt.